# ビクトリーマン
『ビクトリーマン』は、モビディックより配信されているスマートデバイス向けゲームアプリおよびブラウザゲーム。2022年5月23日サービス開始。
なお、モバゲー『ビクトリーマン』は半年足らずでサービス終了が発表された。

## 各ゲーム内施設について

### 城
別名研究所。政治は合成やレベルアップの強化ができる。また、兵種強化はスキルを強化できる。兵士スキルはスキルパーツの交換が行える。他にもギルドメンバーの援助が可能。他人の基地訪問でアイテム入手ができる。

### 英雄の祠
別名英雄召喚。限定召喚は課金をして特別なキャラやアイテムを入手でき、英雄召喚はチケットを使い英雄などのアイテムを入手できる。また、スキル研究は英雄スキリやアイテムを入手できる。

### 旅人ショップ
別名ショップ。ダイヤショップは課金をして有償ダイアなどが入手できる。旅人ショップはダイヤやVメダルを使い、毎日内容が変わるアイテムを入手することができる。アイテムショップは決まったアイテムをルビーを使い購入できる。VIPショップはルビーを使ってアイテムを購入し、VIPレベルが高いほど買えるアイテムが違う。

### 歩兵訓練所
歩兵を訓練し、兵の訓練の加速ができる。

### 騎兵訓練所
騎兵を訓練し、兵の訓練の加速ができる。

### 病院
負傷兵の修理、修理の加速などができる。

### 撃兵訓練所
撃兵を訓練し、兵の訓練の加速ができる。

### 遠征
遠征をし、時間経過でアイテムが貰える。遠征ステージを進めることでアイテムを買うことができる

### 闘技場
他プレイヤーと対戦してランキングが出る。cpが多い

## 英雄一覧

### SSR
- アーサー王(入手:限定召喚(15回で確定)[現在不可])
- カエサル(入手:上級召喚)
- リチャード(入手:上級召喚)
- マーリン(入手:上級召喚)
- ポセイドン(入手:限定召喚(15回で確定))
- ランスロット(入手:通常召喚.友情募集)
- トール(入手:限定召喚[現在不可])
- ゼウス(入手:上級召喚)
- エーオース(入手:上級召喚)
- ペルセポネー(入手:上級召喚)
- ダーウィン(入手:不明)
- アテナ(入手:上級召喚)
- ベートーヴェン(入手:課金イベント(12000円))
- ニュートン(入手:上級召喚)
- ガウェイン(入手:上級召喚)
- ソロモン(入手:上級召喚)
- ロキ(入手:ルーレットイベント(50回で確定))
- パスツール(入手:限定召喚(15回で確定))

### SR
- レオニダス
- ジャンヌ
- ハンニバル
- アッティラ
- コペルニクス
- エジソン
- ボールス
- マキャヴェッリ

### N
- キューピット

### 不明(未登場)
- SSR オーダ(オータ?)(エーオースと同じ設定のため、登場しない可能性が高)
- SSR サラディン(でてくる確率が高く、試作のときに登場)
- SSR アレクサンドロス(サラディンと同様)

## イベント一覧
- 赤龍襲来　火曜日の18時~20時ごろに開催するイベント。でで来る赤龍や黄龍を倒し、報酬を交換するイベント。
- 名城戦　月曜日の18時~20時ごろに開催するイベント。
- 首都戦
- 侵略ランキング
- 課金到達
- ラッキールーレット
- チームミッション
- 戦力到達